# Amény (général)
Pour les articles homonymes, voir Amény.
Amény est un militaire égyptien de la XIIe dynastie, probablement en fonction sous le roi Amenemhat II.

## Généalogie
Amény est le fils d'un personnage appelé Qebou. Il a comme épouses Itet, Renefânkh et Medhou.

## Attestation
Général des troupes, il est surtout connu par une série de stèles (Musée du Louvre C 35, Musée égyptien du Caire CG 20546, British Museum 162) venant d'Abydos et ornant une chapelle. Sur ces stèles, il porte les titres importants de « Membre de l'élite », de « Meneur de plan d'action », de « Scelleur royal » et d'« Ami unique ».
Sur chaque stèle, une épouse différente est mentionnée. Les stèles d'Amény ne sont datées d'aucun nom de roi. Cependant, pour des raisons stylistiques, elles datent très probablement des rois Sésostris Ier et Amenemhat II. Certaines phrases biographiques sur les stèles indiquent une datation plus précise sous ce dernier roi.
Grand ordonnateur des troupes, il est le principal responsable royal de l'organisation de la main-d'œuvre utilisée dans les opérations militaires, mais aussi dans les projets de construction.

## Sépulture
Sa tombe a été découverte à Licht, mais n'est pas encore entièrement fouillée.